# Парнита
Парнита (грчки:Πάρνηθα) је планина у Грчкој, у области Атика.
Налази се северно од Атине. Замишљена је као Национални парк Парнита. У планинама се може видети јелен.
Снег на планини често пада, али у 21. веку се то дешава релативно ретко. Од Атине до високог дела планине постоји изграђена и функционална жичара. Парнита је прошарана рушевинама средњовековних тврђава дизајнираних да заштите Атику и Атину посебно са севера.
Средином 20. века на планини је изграђен телевизијски торањ за радио и телевизијско емитовање.
Парнита је 2012. године имала уметничку изложбу под отвореним небом – „парк душа“.